# Stefano Brancaccio

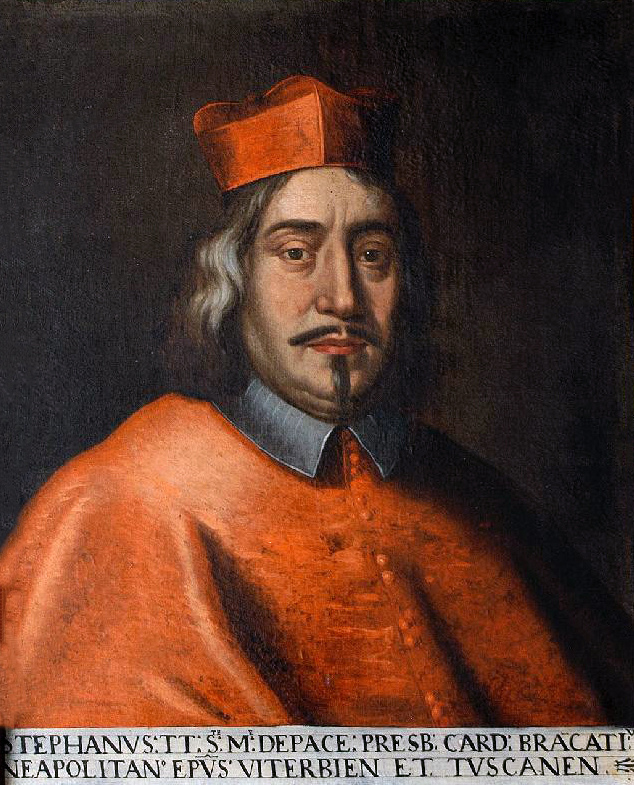
Stefano Kardinal Brancaccio (Gemälde 1681/85)

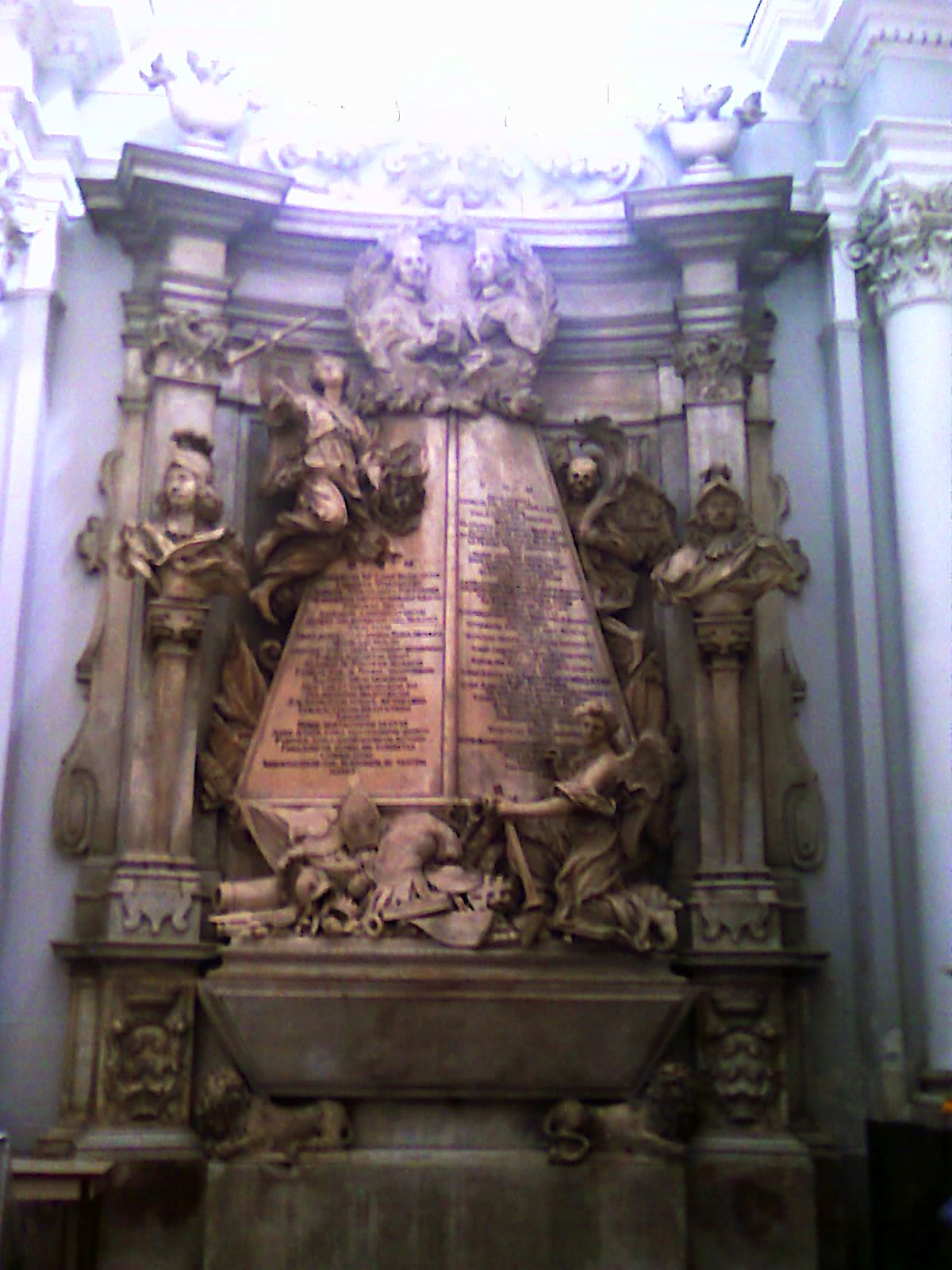
Grabdenkmal des Kardinals (Kirche Sant’Angelo a Nilo, Neapel)

Stefano Brancaccio (* 8. Januar 1618 in Neapel; † 8. September 1682 in Viterbo) war ein italienischer römisch-katholischer Geistlicher, Erzbischof und Kardinal. 

## Leben
Stefano Brancaccio wurde als Sohn des königlichen Beraters Carlo Brancaccio und Mariana de Pisa Ossorio in Neapel geboren. Sein Bruder war Emmanuele Brancaccio, Bischof von Ariano.
Seine Ausbildung erhielt er in Rom unter der Obhut seines Onkels Kardinal Francesco Maria Brancaccio, wo er 1640 seinen Doktortitel in utroque iure erhielt.
Mit Unterstützung seines Onkels trat er in den Dienst der Kurie ein und wurde zum Referendar an den Gerichtshöfen der Apostolischen Signatur ernannt. Später wurde er Gouverneur in verschiedenen Städten des Kirchenstaates: Cesena von Oktober bis Dezember 1643, Spoleto von 1644 bis 1648, Camerino von 29. Januar 1648 bis Dezember 1649, Iesi von Dezember 1651 bis 1654, Perugia (23. Oktober 1658). Am 9. Dezember 1654 wurde er zum Inquisitor in Malta gewählt, konnte sein Amt nie ausüben, da während seiner Reisevorbereitungen der Papst verstarb und er im Frühjahr 1645 nach Rom zurückkehrte.
Am 5. Mai 1660 erfolgte seine Ernennung zum Titularerzbischof von Hadrianopolis in Haemimonto. Die Bischofsweihe spendete ihm am 9. Mai 1660 Kardinal Francesco Barberini in der Kirche San Lorenzo in Damaso. Einen Monat darauf, am 9. Juni 1660, erfolgte Brancaccios Ernennung zum Nuntius im Großherzogtum Toskana, dieses Amt bekleidete er bis zum Juni 1666. 1662 wurde er Kommendatarabt von Sant’Angelo in Frigido. Vom 17. Juli 1666 bis April 1668 war er Nuntius in Venedig.
Nach seiner Rückkehr nach Rom wurde er Berater der Consulta, des Heiligen Offiziums sowie in den Kongregationen de visitatione apostolica in urbe und super statu regularium. Er war zudem Sekretär der Kongregationen de concilio und de residentia episcoporum.
Am 2. Juni 1670 wurde er mit dem persönlichen Titel eines Erzbischofs auf den Bischofssitz von Viterbo und Toscanella transferiert, wo er Nachfolger seines zurückgetretenen Onkels Kardinal Francesco Maria Brancaccio wurde. Zu Beginn seines bischöflichen Pontifikates veröffentlichte er einen Pastoralbrief, der 1670 in Viterbo gedruckt wurde. Während seiner Amtszeit ließ er den Dom von Viterbo auf eigene Kosten restaurieren und stattete ihn mit einigen Pfründen aus.
Papst Innozenz XI. erhob Stefano Brancaccio im Konsistorium vom 1. September 1681 zur Kardinalswürde. Am 22. September 1681 erhielt er den Kardinalshut und als Kardinalpriester die Titelkirche Santa Maria della Pace.
Kardinal Brancaccio starb am 8. September 1682 in Viterbo im Alter von 64 Jahren. Die Beisetzung erfolgte in der Kathedrale von Viterbo. Zu seinem Andenken und dem seines Onkels Kardinal Francesco Maria Brancaccio errichteten seine Erben ein Grabdenkmal in der Kirche Sant’Angelo a Nilo in Neapel.
Am 29. Oktober 1690 wurde in dem an diese Kirche angrenzenden Gebäude gemäß den testamentarischen Verfügungen die Brancacciana eröffnet, die erste öffentliche Bibliothek Neapels. Der Bestand wurde aus den reichen Büchersammlungen der beiden Kardinäle gebildet. Heute befinden sich die Bestände in der Biblioteca Nazionale di Napoli.